# Attagenus australis
Attagenus australis is een keversoort uit de familie spektorren (Dermestidae). De wetenschappelijke naam van de soort werd in 1860 gepubliceerd door Xavier Montrouzier.